# Радоальд (герцог Беневентський)
Радоальд (†652) — герцог Беневентський (в 646—651 роках), брат герцога Аюльфа I, який був розумово відсталим, тому від його імені правили зведені брати Радоальд і Грімоальд I.
У 646 році слов'яни сплюндрували землі поблизу Сіпонто на узбережжі Адріатики, тому Аюльф особисто повів військо на ворога. Його кінь упав у яму-пастку, яку вирили слов'яни, Аюльф був узятий у полон і вбитий. Саме тоді його спадкоємцем став його брат Радоальд, який мав підтримку короля лангобардів Ротарія. Радоальд, який володів слов'янською мовою, зумів умовити слов'ян залишити землі Беневенто.